# Starnberské jezero
Starnberské jezero (německy Starnberger See, dříve Wurmské jezero Würmsee) je jezero ve jihu Německa v Bavorsku. Má rozlohu 57 km² a dosahuje maximální hloubky 123 m. Leží v nadmořské výšce 584 m. Nachází se ve Würmské kotlině (německy Würmtal) asi 20 km jihozápadně od Mnichova. Má podlouhlý protáhlý tvar v severojižním směru, jeho délka činí přibližně 20 kilometrů, šířka kolísá od 2 do 5 kilometrů.
Jde o jezero ledovcového původu, které vytváří jednu z mnichovských rekreačních oblastí, kde jsou provozovány různé vodní sporty, funguje zde i místní lodní doprava. Jezero je oblíbeným místem pro relaxaci a oddech. Na jeho severním břehu leží město Starnberg, podle kterého je jezero pojmenováno.

## Vodní režim
Jeho jediný odtok tvoří řeka Würm (povodí Dunaje). Jezero je kvůli své poměrně velké hloubce dost vodnaté.

## Vlastnosti vody
Teplota vody v létě dosahuje 15 až 24 °C.

## Okolní objekty
Na jeho východním břehu leží zámeček Possenhofen, kde se nacházelo oblíbené letní sídlo vévody Maxe Josefa Bavorského.

## Ostrovy
Na jezeře se jižně od Possenhofenu nachází také půvabný ostrůvek Roseinsel (česky: Růžový ostrov), což je oblíbené výletní místo, na kterém často a rád pobýval i bavorský král Ludvík II. Bavorský.

## Zajímavosti
- V roce 1886 zde tragicky utonul bavorský král Ludvík II. Bavorský, poblíž zámku Berg.
- Jezero si velice oblíbila předposlední rakouská císařovna a česká královna Alžběta Bavorská, která zde ve svém dětství často pobývala na zámku v Possenhofenu a pravidelně sem jezdívala i po svém sňatku s Františkem Josefem I.

## Okolní sídla
severní strana
- Starnberg

západní strana
- Possenhofen
- Tutzing
- Bernried

jižní strana
- Seeshaupt

východní strana
- Berg
- Ammerland
- Ambach